# Różki
Różki – osada w Polsce położona w województwie pomorskim, w powiecie bytowskim, w gminie Kołczygłowy. 
Osada położona na obszarze Parku Krajobrazowego Dolina Słupi.
W latach 1975–1998 miejscowość administracyjnie należała do województwa słupskiego.